# Solomon Simmons
Solomon Simmons (26 settembre 1993) è un multiplista statunitense.

## Biografia
Cresciuto in California, Simmons ha fatto parte del team atletico dell'Eastern Michigan University gareggiando nel circuito NCAA nel decathlon e nell'eptathlon, rimanendo nei circuiti universitari come allenatore dopo il 2016.
Dopo essersi qualificato secondo nel 2018 e nel 2019 ai campionati nazionali, Simmons ha preso parte al suo primo evento internazionale nel 2019 gareggiando ai Mondiali in Qatar, terminando le gare in ottava posizione.

## Palmarès
| Anno | Manifestazione | Sede | Evento    | Risultato | Prestazione | Note |
| ---- | -------------- | ---- | --------- | --------- | ----------- | ---- |
| 2019 | Mondiali       | Doha | Decathlon | 8º        | 8151 p.     |      |